# Günter Sommer
Pour les articles homonymes, voir Sommer.

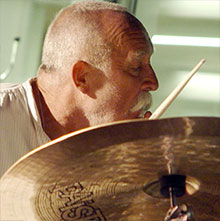
Günter Sommer à Aarhus, 2010

Günter "Baby" Sommer est un percussionniste du jazz allemand, improvisateur, compositeur, né à Dresde le 25 août 1943 .

## Biographie
À Dresde (République démocratique allemande) il étudie le piano et les percussions de 1962 à 1966. Son sobriquet Baby a été créé pour comparison et hommage à Baby Dodds.
À partir de 1970, il se produit aux côtés des représentants de la nouvelle musique improvisée européenne (Peter Brötzmann, Alexander Von Schlippenbach, Evan Parker, Peter Kowald, Theo Jörgensmann). 
En 1978, il tourne soit en solo, soit en trio avec Wadada Leo Smith et Peter Kowald en Europe et au Japon.
Il se produit dans tout le continent aux côtés de tous les instrumentistes qui veulent bien se confronter au seul problème qui rende le jazz digne de lui-même : l'invention permanente. De cette génération de novateurs, il est l'un des rares qui aient su préserver l'originalité créatrice foncière du geste musical, tout en lui insufflant une dose d'humour et de fantaisie qui donne au concert une véritable dimension de spectacle.
Il est le coleader du groupe phare est-allemand Zentralquartett (avec Conrad Bauer - tb, Ulrich Gumpert - p et Ernst-Ludwig Petrowsky - s,cl). Sommer se produit également en Allemagne de l’Ouest au cours de concerts-lectures avec l'écrivain Günter Grass.
Signataire ou  protagoniste de nombreux disques tant en RDA. et en RFA qu'en France (avec entre autres Louis Sclavis, François Méchali, Barre Phillips), Sommer compte parmi les artistes qui ont forgé l'identité de la musique improvisée dans l'Europe de l'Est.
A sorti un disque en duo avec Cecil Taylor et avec Irène Schweizer.
Il joue régulièrement en France avec Sylvain Kassap et Didier Levallet, avec les 'Crams Percussion Staff d'Italie et le Zentralquartett.
Sommer est arrivé en tête du referendum de l' International Jazz Forum et de magazine Down Beat.